# Масленников, Александр Александрович
Алекса́ндр Алекса́ндрович Ма́сленников (1890—1919) — русский революционер, большевик, участник Гражданской войны в России.

## Биография
Родился 10 июля 1890 года в Петербурге в семье мелкого чиновника. После окончания гимназии, в 1908-1910 учился на математическом факультете Петербургского университета.
С 1905 года участвовал в революционном движении. В 1909 вступил в РСДРП. На следующий год, являясь членом Санкт-Петербургского комитета партии, был назначен руководителем пропагандистской работы в одном из городских районов. В 1910-1914 четырежды арестовывался и ссылался. Последняя ссылка в Туруханский край была наиболее продолжительной.
После Февральской революции был назначен ревкомиссаром Туруханского края. В июне 1917 он уехал в Самару, где в качестве члена губкома РКП(б) и представителем временного бюро организации был одним из активных участников утверждения Советской власти и проведения её первых мероприятий. В январе 1918 Масленников — делегат Всероссийского Учредительного собрания и III съезда Советов. После съезда работал в Москве секретарем ВСНХ. В мае 1918 по распоряжению ЦК РКП(б) вернулся в Самару, где по июнь 1918 года был председателем Городского Совета Самары. 8 Июня 1918 белочехи заняли Самару.
После падения Советской власти Масленников был арестован и в июле 1918 доставлен в Омский концлагерь. В сентябре 1918 он вместе с П. А. Вавиловым, А. Я. Бакаевым и другими совершил побег из лагеря. После этого остался на подпольной работе в Омске. На подпольной общегородской конференции РКП(б) (сентябрь 1918) его избрали председателем Омского партийного комитета. Был делегатом 2-й и 3-й сибирских подпольных партийных конференций, входил в состав подпольного Сибирского областного комитета РКП(б); с марта 1919 является его председателем и членом Сиббюро ЦК. Руководящая роль Масленникова проявилась и в организации забастовки омских железнодорожников, восстании 22 декабря 1918 в Омске и 1 февраля 1919.
2 апреля 1919 года был арестован и после непродолжительного заключения расстрелян белогвардейцами 18 апреля 1919.

## Память
В Самаре:
- Раннее существовала мемориальная доска на здании завода, названного в его честь (ул. Ново-Садовая, д. 106)
- в его честь назван Проспект.
- 22 июня 1970 года (в день 80-летия со дня рождения Масленникова) был открыт памятник на территории завода, названного в его честь. Памятник был демонтирован в 2018.

В Омске:
- одна из улиц носит название Масленникова